# Пыталев, Олег Васильевич
Оле́г Васи́льевич Пы́талев (р. 18 мая 1939, Ленинград — 6 апреля 2013) — российский фаготист и музыкальный педагог, солист симфонического оркестра театра оперы и балета имени С. М. Кирова, ЗКР АСО и АСО Ленинградской филармонии и Санкт-Петербургского симфонического оркестра «Классика», преподаватель Ленинградской консерватории и института культуры имени Крупской, заслуженный артист РСФСР (1983).

## Биография
Олег Пыталев окончил Ленинградскую консерваторию по классу профессора Дмитрия Ерёмина в 1963 году. Во время учёбы в консерватории с 1960 по 1963 год он был солистом АСО Ленинградской филармонии. В 1963 году Пыталев занял должность солиста-концертмейстера группы фаготов в симфоническом оркестре театра оперы и балета имени С. М. Кирова. Во время работы в Кировском театре он играл также в духовом квинтете солистов оркестра вместе с флейтистом Александром Майоровым, гобоистом Вячеславом Лупачёвым, кларнетистом Андреем Казаковым и валторнистом Анатолием Чепковым. В 1983 году ему было присвоено почётное звание заслуженный артист РСФСР. В 1988-1995 он был солистом ЗКР АСО Ленинградской филармонии. В настоящее время он — концертмейстер группы фаготов Санкт-Петербургского симфонического оркестра «Классика».
С 1976 по 1981 год, а затем вновь с 1985 по 1989 год Олег Пыталев преподавал в Ленинградском институте культуры имени Крупской. В 1988—1990 — в Ленинградской консерватории.
Сын Олега Пыталева — фаготист Александр Пыталев (р. 23 ноября 1968, Ленинград), в 1989—1994 играл в симфоническом оркестре Мариинского театра, а в 1994—1999 — в оркестре Михайловского театра.

## Награды и звания
- Лауреат II премии Всесоюзного конкурса музыкантов-исполнителей (1963)
- Заслуженный артист РСФСР (1983)